# Vilém Pruský (1906–1940)
Wilhelm Friedrich Franz Joseph Christian Olaf princ Pruský (4. července 1906, Postupim – 26. května 1940, Nivelles) byl nejstarším synem německého a pruského korunního prince Friedricha Wilhelma a korunní princezny Cecilie. Příležitosti Wilhelma získat historický význam, které se kvůli jeho původu objevily hned několikrát, se nenaplnily.

## Život

### V monarchii

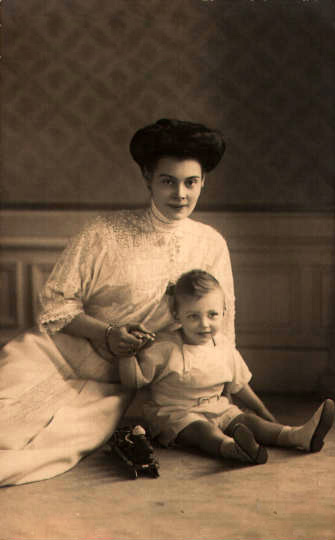
Vilém jako batole se svou matkou

Wilhelm byl prvním dítětem korunního prince a narodil se v Mramorovém paláci. V den jeho desátých narozenin ho jeho dědeček císař Wilhelm II. tradičně pověřil poručíkem 1. gardového pěšího pluku a vyznamenal ho Řádem černého orlice. Poté, co otec převzal velení 1. leibsko-husarského pluku v Gdaňsku, žila rodina od roku 1912 v Sopotech až do přeložení korunního prince v lednu 1914 do Berlína.  Otec byl nepřítomen během první světové války, po které byl v exilu, aby poté žil většinou oddělen od své manželky. Od roku 1914 vychovávala Cecilie Wilhelma a jeho pět sourozenců téměř sama. Wilhelmovým učitelem od roku 1916 byl Carl Kappus. V roce 1917 se rodina přestěhovala do nově postaveného paláce Cecilienhof v Postupimi.
Když se začátkem listopadu 1918 nevyhnutelně blížila revoluce, pokusil se kancléř Maxmilián von Baden zachránit hohenzollernskou monarchii tím, že navrhl, aby císař, který uprchl do Spa, abdikoval, vyloučil korunního prince z nástupnické linie a převedl korunu svému vnukovi Wilhelmovi, s tím že by přenechal vládu regentovi a poručníkovi nezletilého císaře. Projekt, se kterým souhlasil i vůdce MSPD Friedrich Ebert, neuspěl na striktní odmítnutí Wilhelma II.

### V republice

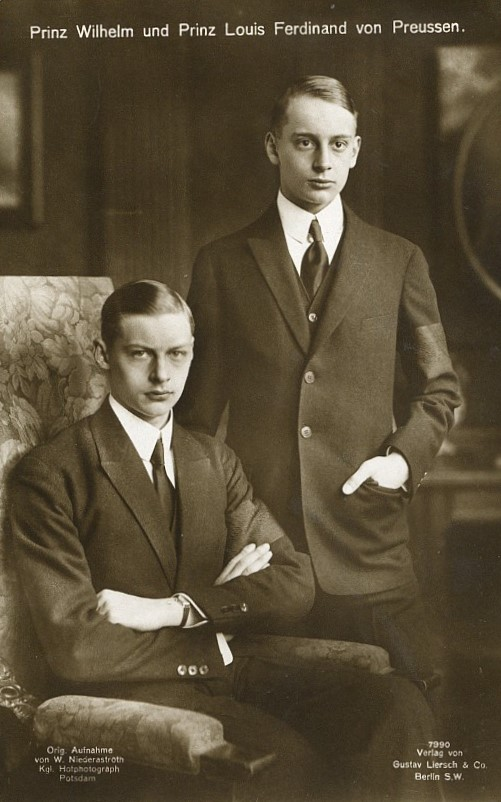
Wilhelm a Ludvík Ferdinand ve smutku za svou babičkou, 1921

I po zániku monarchie zůstal Wilhelm kandidátem na nástupce v dynastii Hohenzollernů jako hlava domu, a pokud by byla monarchie obnovena, jako německý císař a král Pruska. Aktivní monarchistické síly jako Německá národní lidová strana (DNVP) neviděly abdikovaného císaře nebo jeho syna, který také utekl, jako vhodné představitele obnovené Německé říše. Chtěli Wilhelma jako uchazeče o korunu pod jménem Wilhelm III. DNVP se pouze zdrželo odpovídající proklamace za „motivy taktu a dobrého mravu“. Císař a korunní princ se obecně setkali s odmítnutím mladšího tábora, ale i tradicionalistického pravicového tábora, protože „v hodině nebezpečí nechali frontu bez vůdce“. Církevně konzervativní kruhy pochybovaly o tom, že by vládci republiky měli být považováni za „autoritu“. Teolog Reinhard Mumm přiznal v Reichsbote: „Můj císař se jmenuje Wilhelm III.“
Wilhelm navštěvoval obecní reálné gymnázium v Postupimi se svým bratrem Louisem Ferdinandem, kde byl zástupcem studentů pro týmové sporty, jako je fotbal a házená, které byly dříve odmítnuty na pruských školách. Ve škole byl populárnější než jeho intelektuální a elitářský bratr. Na počátku 20. let 20. století se k nelibosti Wilhelma II. připojil k Jungstahlhelm jako prostý člen. Od roku 1925 Wilhelm studoval práva na Albertově univerzitě v Königsbergu, Univerzitu Ludwiga Maxmiliána v Mnichově a Rheinische Friedrich-Wilhelms-Universität v Bonnu. Stal se členem Corps Borussia Bonn (1926) a nositelem sborové stuhy Saxo-Borussia (1928). Wilhelm nevystupoval politicky, ale byl aktivní v rámci příslušných univerzitních skupin Jungstahlhelm, které se od roku 1927 spojily ve studentské skupině Langemarck Stahlhelm. Ve východním Prusku to dotáhl až k provinčnímu dozorci.
V roce 1926 Wilhelm neúmyslně vyvolal politický skandál, když mu náčelník armádního velení, generálplukovník Hans von Seeckt umožnil zúčastnit se manévrů 9. pěšího pluku, který navazoval na tradici „jeho“ 1. gardového pluku. Republikově loajální a zejména levicově orientovaný tisk incident odsoudil. Vorwarts se mylně domníval, že se Wilhelm na omezenou dobu ujal Reichswehru a posmíval se „dočasným dobrovolníkům z Hohenzollernů“.
Ministr obrany Otto Gessler (DDP) nebyl o účasti informován a vzal to jako příležitost Seeckta odvolat.
V roce 1927 vyvolal podvodník Harry Domela obnovený zájem o Wilhelma. Od listopadu 1926 se za něj v Durynsku vydával a inteligentním a kultivovaným vystupováním ohlupoval pilíře společnosti. Domela byl zatčen v prosinci a následující měsíc odsouzen k sedmi měsícům vězení. Známí autoři, včetně Thomase Manna, Kurta Tucholského a Carla von Ossietzkého slavili jeho „Kopenickiádu“ v prostředí německých hodnostářů, kteří byli stále monarchističtí a poslušní úřadům.
Aniž by to Wilhelm tušil, mohl hrát hlavní roli v pokusech říšského kancléře Heinricha Brüninga přiblížit se svému dlouhodobému cíli obnovit monarchii. Říšský prezident Paul von Hindenburg měl být správce do doby, než jej ve věku 35 let ve funkci panovníka vystřídal Wilhelm. Neuspěl, protože Hindenburg nesouhlasil se snížením své osobní moci. Neexistují k tomu však žádné dobové zdroje, informace jsou založeny pouze na následných Brüningových výpovědích, konkrétně na jeho pamětech, o jejichž pramenné hodnotě se vedou spory.

### V době národního socialismu

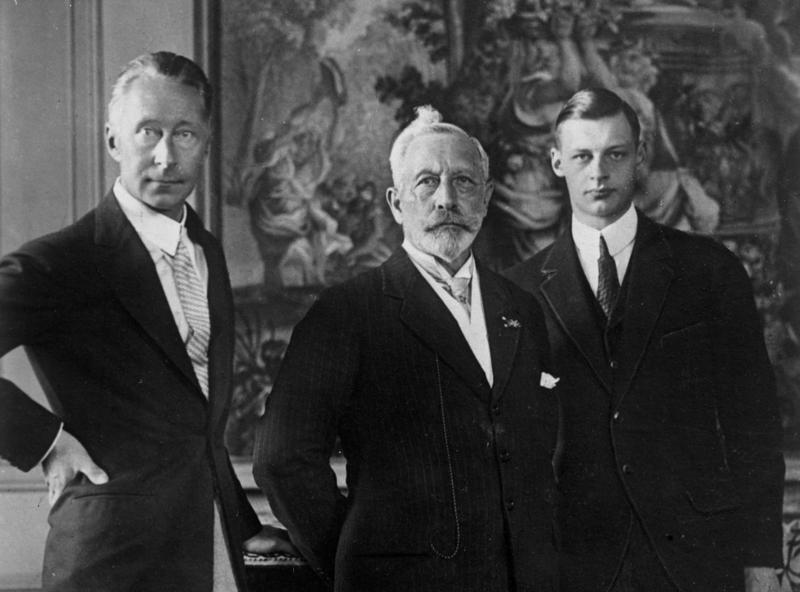
Wilhelm (vpravo) s otcem a dědečkem (1927)

V závěrečné fázi Výmarské republiky DNVP sladilo svou politiku s tím, co mělo společného s národními socialisty, ale to jen zdánlivě překlenulo ostré rozdíly mezi Stahlhelmem a SA. Také Wilhelm zpočátku uvítal uchopení moci Hitlerem. Nadšení rychle vyprchalo, když byl Stahlhelm zrušen převedením do SA. V létě 1933 se Wilhelm připojil k jednomu z kruhů kolem sesazeného druhého vůdce Stahlhelmu Theodora Duesterberga.
Díky svému manželství s Dorotheou von Salviati (1907–1972) z Bad Godesbergu se Wilhelm stal známým široké veřejnosti, protože překonal přísné hranice společenských tříd. Zamiloval se do ní, když byl studentem v Bonnu. Vztah s dcerou dvorního maršála nebyl podle Hohenzollerova domovního práva považován za rovnocenný, a proto se setkal s přísným odmítnutím Wilhelma II. a korunního prince. To se objevilo jako nová kapitola v dlouhé řadě generačních konfliktů v domě Hohenzollernů.
3. června 1933 se Wilhelm a Dorothea vzali bez vědomí rodiny. Věděl to jen Hubertus von Prussia. Wilhelm se tak vzdal svých nejstarších práv a jeho nástupnická role přešla na jeho bratra Ludvíka Ferdinanda. Adolf Hitler v tento okamžik řekl, že tímto přerušením tradice Hohenzollernů byla „monarchická myšlenka v Německu pohřbena“. Přesto občas považoval Wilhelma za vhodného k převzetí reprezentativní role v nacistickém státě. Sám Wilhelm již v dubnu 1933 prohlásil, že představy jeho otce a dědy o návratu k monarchii za národních socialistů jsou iluze. Wilhelm si v této době přál začít kariéru aktivního důstojníka Wehrmachtu, ale Hitler tomu zabránil i přes podporu vysoce uznávaného polního maršála Augusta von Mackensena. A tak se Wilhelm stal záložním důstojníkem u 1. pěšího pluku v Königsbergu. Od roku 1935 žil jako statkář a farmář se svou ženou a jejich dvěma dcerami, Felicitas a Christou, na zámku Klein Obisch u Glogau.
V roce 1938 se okruh Wilhelmových přátel přidal k iniciátorům plánu převratu, známého jako Zářijové spiknutí. Spouštěčem plánů byla myšlenka, že Hitlerova politika v Sudetské krizi by vedla Německo do války proti západním mocnostem, která byla od počátku beznadějná. Spiklenci chtěli zajmout Hitlera v říšském kancléřství s přepadovou skupinou pod vedením Erwina von Witzlebena. Hitler měl být postaven před soud, nebo měl být lékaři prohlášen za nepříčetného. Je zdokumentováno několik Wilhelmových setkání s Hansem Osterem, hlavním účastníkem a kolegou Wilhelma Canarise v Abhweru. Kromě toho se prostřednictvím Heinze rozvinuly kontakty na představitele sociálně-demokratického tábora jako Wilhelma Leuschnera, Julia Lebera a Gustava Dahrendorfa, na odboráře Hermanna Maasse a buržoazní opozičníky kolem Carla Friedricha Goerdelera, který nahrazením ústavní monarchií po vzoru Velké Británie souhlasil a striktně odmítl jakýkoli návrat „wilhelminovských poměrů“.
V první polovině srpna 1938 se účastníci sešli v Klein Obisch a projednali s Wilhelmem návrh ústavy. Dříve panovaly neshody o tom, kdo by měl převzít roli hlavy státu v žádoucí vojenské diktatuře. Nakonec Goerdeler souhlasil s prohlášením Wilhelma za regenta a později s jeho postavením do čela obnovené monarchie.
Není jasné, zda si byl Wilhelm vědom úmyslu členů úderné jednotky, Ostera a Heinze, zabít Hitlera ve fiktivní potyčce, když by byl zatčen, což bylo ostatním spiklencům utajeno. Týden po Mnichovské konferenci Heinz jako účastník spiknutí, které již v zárodku zakolísalo, vysvětlil Wilhelmovi, že pokus o převrat selhal. Díky politice appeasementu západních mocností se Hitler prosadil v Mnichovské dohodě a byl na vrcholu svých zahraničněpolitických úspěchů. S ohledem na to se spiklenci zdrželi pokračování ve svém podnikání.
Po vypuknutí druhé světové války v říjnu 1939, kdy Německo rozpoutalo válku, kterou zřejmě nebylo možné vyhrát útokem na Polsko, skupina spiklenců znovu plánovala prakticky neproveditelný převrat. Tentokrát byla v plánu likvidace celého nacistického vedení, svobodné volby, návrat k právnímu státu a zahájení mírových jednání. Obnova monarchie nebyla plánována. Uchazeč o trůn Ludvík Ferdinand byl připraven, ale bylo těžké ho předvídat, a Wilhelm dal jasně najevo, že je proti válečnému převratu.

### Smrt a pohřeb
Když se Wilhelm v květnu 1940 zúčastnil francouzského tažení jako poručík 1. pěší divize Wehrmachtu, byl 23. května 1940 těžce zraněn při útoku na Valenciennes. Zemřel o tři dny později v polní nemocnici v Nivelles v Belgii. Podle své poslední vůle, kterou sdělil Salviati, Heinz přinesl zprávu o jeho smrti vdově a převzal péči o dcery.
O smrti prince se veřejnost z tisku a rozhlasu nic nedozvěděla. Samotné zprávy, stejně jako místo a datum pohřbu, se daly znát pouze z nekrologů a z ústního podání, ale i tak se rychle rozšířily. 29. května 1940, po smutečním obřadu ve Friedenskirche vytvořilo 50 000 lidí v černém tříkilometrovou tichou mříž přes park Sanssouci až do starověkého chrámu, místa pohřbu. Monarchicko-konzervativní část opozice proti nacistickému režimu viděla ve Wilhelmovi až do konce života světýlko naděje. Největší neorganizovaná masová demonstrace za jeho vlády přiměla Hitlera, aby oznámil Knížecí dekret, který obecně zakazoval příslušníkům bývalých německých vládnoucích domů službu na frontě a od roku 1943 službu ve Wehrmachtu.
Wilhelmův pohřeb naposledy ukázal značnou velikost potenciálního proticharisma bývalé vládnoucí rodiny Hitlerovi. Ani za Wilhelmova života, ani později jej však v žádné podobě proti nacionálnímu socialismu nepoužila. Gestapo poprvé narazilo na Zářijové spiknutí z roku 1938 během vyšetřování pokusu o atentát z 20. července 1944. Hitler informovaný Walterem Huppenkothenem v říjnu 1944 nařídil úplné utajení nálezů a zakázal jejich předání Oberreichsanwaltschaft.